# Chrześcijańska Demokracja (koalicja)
Chrześcijańska Demokracja – polski koalicyjny komitet wyborczy startujący w wyborach parlamentarnych w 1991 oraz koło poselskie funkcjonujące w Sejmie I kadencji.
Komitet w 1991 powołały trzy niewielkie ugrupowania katolickie i chadeckie:
- Chrześcijańsko-Demokratyczne Stronnictwo Pracy Władysława Siły-Nowickiego,
- Chrześcijańska Partia Pracy, założona z inicjatywy działaczy Związku Rzemiosła Polskiego,
- Polskie Forum Chrześcijańsko-Demokratyczne, założone z inicjatywy działaczy PZKS i Stowarzyszenia „Pax”.

Ugrupowanie dostało 2,36% głosów i uzyskało pięć mandatów poselskich, które objęli Józef Hermanowicz (ChPP), Tadeusz Lasocki (PFChD), Stefan Pastuszewski (ChDSP), Henryk Rospara (ChPP), Władysław Staniuk (bezp.), oraz jeden senacki dla Waleriana Piotrowskiego. W trakcie kadencji koło poselskie zasiliła Jadwiga Rudnicka, która przeszła z ZChN do ChDSP.
ChD popierała rząd Jana Olszewskiego, początkowo także rząd Hanny Suchockiej, jednak pod koniec kadencji przeciwko wotum nieufności opowiedzieli się tylko posłowie Federacji Polskiej Przedsiębiorczości (przekształconej ChPP). Współpraca trzech ugrupowań trwała do końca kadencji Sejmu. W wyborach parlamentarnych w 1993 każda z partii wystartowała w ramach innego komitetu.